# Big Scary
Big Scary je australské hudební duo založené Tomem Iansekem a Jo Syme v Melbourne, v roce 2006. Duo spolu začalo hrát písničky v obývacím pokoji, v domě rodičů Jo Syme. Po pauze, která trvala až do roku 2008, začali znovu spolupracovat a vydávat písně, do kterých zakomponovali velký počet nástrojů – jmenovitě elektrickou kytaru, bubny, piano, mandolíny a ukulele.
Skupina vydala hned několik EP, které jsou pojmenovány po jednotlivých ročních obdobích, a které v roce 2010 vydali pod společným názvem The Four Seasons. Jejich první album s názvem Vacation vyšlo 7. října 2011. Toto album zahajovalo své působení v australské hitparádě jako číslo #37.

## Discografie

### EP
- The Mini EP (2009)
- At the Mercy of the Elements EP (2010) – nezávisle[2][3]
- Autumn (2010)
- Winter (2010)
- Spring (2010)
- Summer (2010)
- The Big Scary Four Seasons (2010)

### Singly
- "Apple Song" (2008)
- "Tuesday Is Rent Day" (2010)
- "Falling Away" (2010)
- "Mixtape" (2011)
- "Gladiator" (2011)
- "Leaving Home" (2012)

### Alba
- Vacation (2011)